# Лонгнесс (кантон)
Лонгнесс (фр. Longuenesse) — кантон во Франции, находится в регионе О-де-Франс, департамент Па-де-Кале. Входит в состав округа Сент-Омер.

## История
Кантон образован в результате реформы 2015 года. В его состав вошли  упраздненный кантон Арк (без части города Сент-Омер) и отдельные коммуны кантона Сент-Омер-Сюд.

## Состав кантона
В состав кантона входят коммуны (население по данным Национального института статистики за 2018 г.):
- Аллин (1 200 чел.)
- Арк (9 654 чел.)
- Бландек (4 974 чел.)
- Визерн (3 272 чел.)
- Кампань-ле-Вардрек (1 258 чел.)
- Лонгнесс (10 736 чел.)
- Эльфо (1 714 чел.)

## Политика
На президентских выборах 2022 г. жители кантона отдали в 1-м туре Марин Ле Пен 37,8 % голосов против 26,5 % у Эмманюэля Макрона и 16,1 % у Жана-Люка Меланшона; во 2-м туре в кантоне победила Ле Пен, получившая 56,1 % голосов. (2017 год. 1 тур: Марин Ле Пен – 32,3 %, Эмманюэль Макрон – 21,6 %, Жан-Люк Меланшон – 18,4 %, Франсуа Фийон – 13,3 %; 2 тур: Ле Пен – 50,1 %. 2012 год. 1 тур: Франсуа Олланд — 33,6 %, Марин Ле Пен — 25,8 %, Николя Саркози — 20,2 %; 2 тур: Олланд — 59,7 %).
С 2021 года кантон в Совете департамента Па-де-Кале представляют первый вице-мэр города Лонгнесс Дельфин Дювике (Delphine Duwicquet) (Социалистическая партия) и мэр города Арк Бенуа Руссель (Benoît Roussel) (Разные левые).
|                | Кандидаты                    | Партия                   | Первый тур | Первый тур     | Второй тур | Второй тур |
| Кол-во голосов | Кандидаты                    | Партия                   | % голосов  | Кол-во голосов | % голосов  |            |
| -------------- | ---------------------------- | ------------------------ | ---------- | -------------- | ---------- | ---------- |
|                | Дельфин Дювике Бенуа Руссель | Разные левые             | 3 679      | 44,30          | 5 279      | 65,91      |
|                | Рашид Бен Амор Алисон Леру   | Разные центристы         | 2 047      | 24,65          | 2 731      | 34,09      |
|                | Жан-Поль Дарк Натали Матта   | Национальное объединение | 1 774      | 21,36          |            |            |
|                | Тибо Кюэн Элен Полар         | Европа Экология Зелёные  | 805        | 9,69           |            |            |

|                | Кандидаты                      | Партия                  | Первый тур | Первый тур     | Второй тур | Второй тур |
| Кол-во голосов | Кандидаты                      | Партия                  | % голосов  | Кол-во голосов | % голосов  |            |
| -------------- | ------------------------------ | ----------------------- | ---------- | -------------- | ---------- | ---------- |
|                | Рашид Бен Амор Лоранс Делаваль | Правый блок             | 4 180      | 33,88          | 4 611      | 36,53      |
|                | Жан-Поль Дарк Франс Прованс    | Национальный фронт      | 4 057      | 32,88          | 4 118      | 32,63      |
|                | Кристиан Купе Мишель Ламаль    | Социалистическая партия | 3 510      | 28,45          | 3 892      | 30,84      |
|                | Рене Ванденкорнюз Жослин Леба  | Левый фронт             | 592        | 4,80           |            |            |